# 밥 말리: 원 러브
《밥 말리: 원 러브》(영어: Bob Marley: One Love)는 2024년 개봉한 미국의 전기 뮤지컬 드라마 영화이다. 레이널도 마커스 그린이 감독을 맡았으며, 자메이카의 레게 싱어송라이터 밥 말리의 삶을 다룬 작품이다. 배우 킹즐리 벤어디어가 밥 말리 역을 맡았다. 또한 러샤나 린치가 리타 말리 역을, 제임스 노튼이 크리스 블랙웰 역을 맡았다.

## 줄거리
1976년, 자메이카의 일상 생활에 영향을 미치고 있는 무장 정치적 갈등 속에서 밥 말리는 스마일 자메이카 콘서트에서 공연할 것이라고 발표하며 전쟁 중인 파벌 간의 평화를 도모한다. 콘서트를 준비하던 중 말리와 그의 아내 리타, 그리고 그의 밴드 멤버 여러 명이 괴한들의 총에 맞아 사망한다. 리타와 말리는 병원에 입원하지만, 콘서트에 맞춰 생존하고 부상에서 회복한다. 공연 후, 말리는 자신의 동포들이 자신과 아내를 죽이려 할 것을 슬퍼하며 무대를 떠나기 전에 군중에게 자신의 총상을 보여준다. 그는 리타에게 아이들을 데리고 미국 델라웨어주로 가서 엄마와 함께 지내라고 말하며, 나머지 밴드는 다음 두 장의 음반을 녹음하기 위해 런던으로 향한다.
새로운 음반 콘셉트를 생각해내기 위해 고군분투하던 말리는 리타에게 자신과 영국 밴드에 다시 합류해 달라고 요청하고, 영화 《영광의 탈출》(영어: Exodus)의 사운드트랙과 그들의 상황에서 영감을 받아 1978년에 발매된 두 번째 음반과 함께 리타와 밴드는 동명의 음반을 녹음하기 시작한다. 이 음반은 히트를 치고 레게 음악과 라스타파리 운동을 전 세계에 더욱 대중화하는 데 도움이 된다. 음반사가 유럽 투어를 계획할 때 말리는 아프리카 전역에 들러 그곳 사람들에게 영감을 주는 것도 목표로 삼는다. 이로 인해 리타는 자신의 책임과 자메이카의 평화 증진을 포기한 것 외에도 리타의 불륜에 대해 다투게 된다. 말리는 재정적 분쟁으로 매니저 돈 테일러와 언쟁을 벌이기도 한다.
축구공에 맞아 발톱 감염으로 인해 리타와 그의 음반 프로듀서 크리스 블랙웰의 우려가 커진 후, 말리는 나중에 희귀 피부암 진단을 받았다. 블랙웰은 치료 선택에 대해 말리와 대립하지만, 회사 말리에 의해 마지못해 거절당한다. 자신의 죽음에 직면한 말리는 리타와 테일러와 화해하고 마침내 1978년 자메이카로 돌아가기로 결심한다. 그곳에서 그는 공항에 모인 군중의 환영을 받았다. 집으로 돌아온 후, 그와 다른 사람들을 총으로 쏜 총잡이가 도착하여 용서를 구한다. 말리는 리타와 아이들에게 화해에 관한 노래를 선보인 후, 마침내 그가 평화 콘서트를 할 준비가 되었다고 판단한다. 영화는 말리와 그의 밴드가 자메이카 군중을 위해 〈One Love〉라는 노래로 다시 공연할 준비를 하면서 끝난다.
사전 크레딧 몽타주에는 자메이카의 양 정당 수장들이 무대에 오르는 원 러브 피스 콘서트 동안 실제 말리와 그의 밴드의 클립이 담겨 있다. 또한 말리와 그의 밴드가 1981년 36세의 나이로 암으로 사망하기 전 짐바브웨에서 독립을 축하하는 공연을 할 수 있었다고 밝혔다.

## 출연진
- 킹즐리 벤어디어 - 밥 말리 역[8]
- 러샤나 린치 - 리타 말리 역[8]
- 제임스 노튼 - 크리스 블랙웰 역[8]
- 토신 콜 - 타이론 다우니 역
- 앤서니 웰시 - 돈 테일러 역
- 다니엘 멜빌 주니어 - 노벌 싱클레어 말리 역
- 세바나 - 주디 모웟 역[9]
- 헥터 루이스 - 칼튼 칼리 바렛 역[9]

## 개봉
《밥 말리: 원 러브》는 2024년 1월 23일, 말리의 고향인 자메이카 킹스턴에서 월드 프리미어를 개최했다. 이 영화는 2024년 2월 14일, 미국에서 극장 개봉되었다. 원래 2024년 1월 12일에 개봉할 예정이었지만, 북미 개봉과 같은 날 영국에서 개봉했다.

## 반응

### 박스오피스
《밥 말리: 원 러브》는 미국과 캐나다에서 9,690만 달러, 다른 지역에서는 8,390만 달러의 수익을 올렸으며 전 세계적으로 총 1억 8,080만 달러의 수익을 올렸다.
자메이카에서는 개봉일 총 수익 10만 달러와 시장 점유율 89%로 자메이카 역사상 가장 큰 박스오피스 개봉 기록을 세웠다.